# Arslan Tash
Arslan Tash (dal turco Arslan, leone + Taş, pietra), l'antica Hadātu, è un sito archeologico del nord della Siria,
nel governatorato di Aleppo, circa 30 km a est dell'Eufrate e vicino alla città di Ain al-Arab.

## Storia
La città fu il centro di un regno degli Aramei dell'età del ferro, che fu conquistato dagli Assiri nel IX sec. a.C. Il sito include un palazzo tardo-assiro, un santuario di Ištar e un tempio ellenistico; il sito è circondato da mura le cui porte sono arricchite da leoni tagliati nella pietra.

## Archeologia

Mappa degli appartamenti privati nel palazzo assiro

Il sito di Arslan Tash fu studiato per la prima volta nel 1836 da una missione guidata da Francis Rawdon Chesney.
I primi scavi del Novecento furono condotti dall'archeologo francese François Thureau-Dangin per il museo del Louvre in due brevi campagne del 1928.
Nel 2007 e 2008 i lavori ripresero con le campagne condotte da un team congiunto dell'università di Bologna e del Direttorato generale per le antichità e i musei della Siria, guidato da Anas al-Khabour e Serena Maria Cecchini. L'ultima stagione includeva anche un lavoro di tipo geofisico.

### I rilievi delle porte
I rilievi di Arslan Tash sono bassorilievi di uomini e animali sulle porte della città e dei templi. La datazione dei rilievi è incerta, anche se uno contiene un'iscrizione di Tiglatpileser III dell'impero neo-assiro.

### I pezzi in avorio
Le scoperte più importanti da Arslan Tash sono, comunque, pezzi di avorio di straordinaria qualità artistica che sono stati rinvenuti nel corso della spedizione del 1928, dentro a un palazzo più antico di quello neo-assiro, risalente al IX secolo a.C. Costituivano la decorazione di suppellettili di pregio, forse un trono e un letto. Secondo la legge dell'epoca sono stati ripartiti fra il museo archeologico di Aleppo e al Louvre, ad eccezione della parte che ha preso la via del mercato clandestino (probabilmente anche a causa di scavi non autorizzati) e si trova ora sparsa fra vari altri musei. Gli amuleti sono pezzi più piccoli la cui autenticità è controversa.